# 光華商場
座標: 北緯25度02分43秒 東経121度31分56秒 / 北緯25.045267度 東経121.532199度

光華商場の新ビル、通称“光華デジタル新天地”

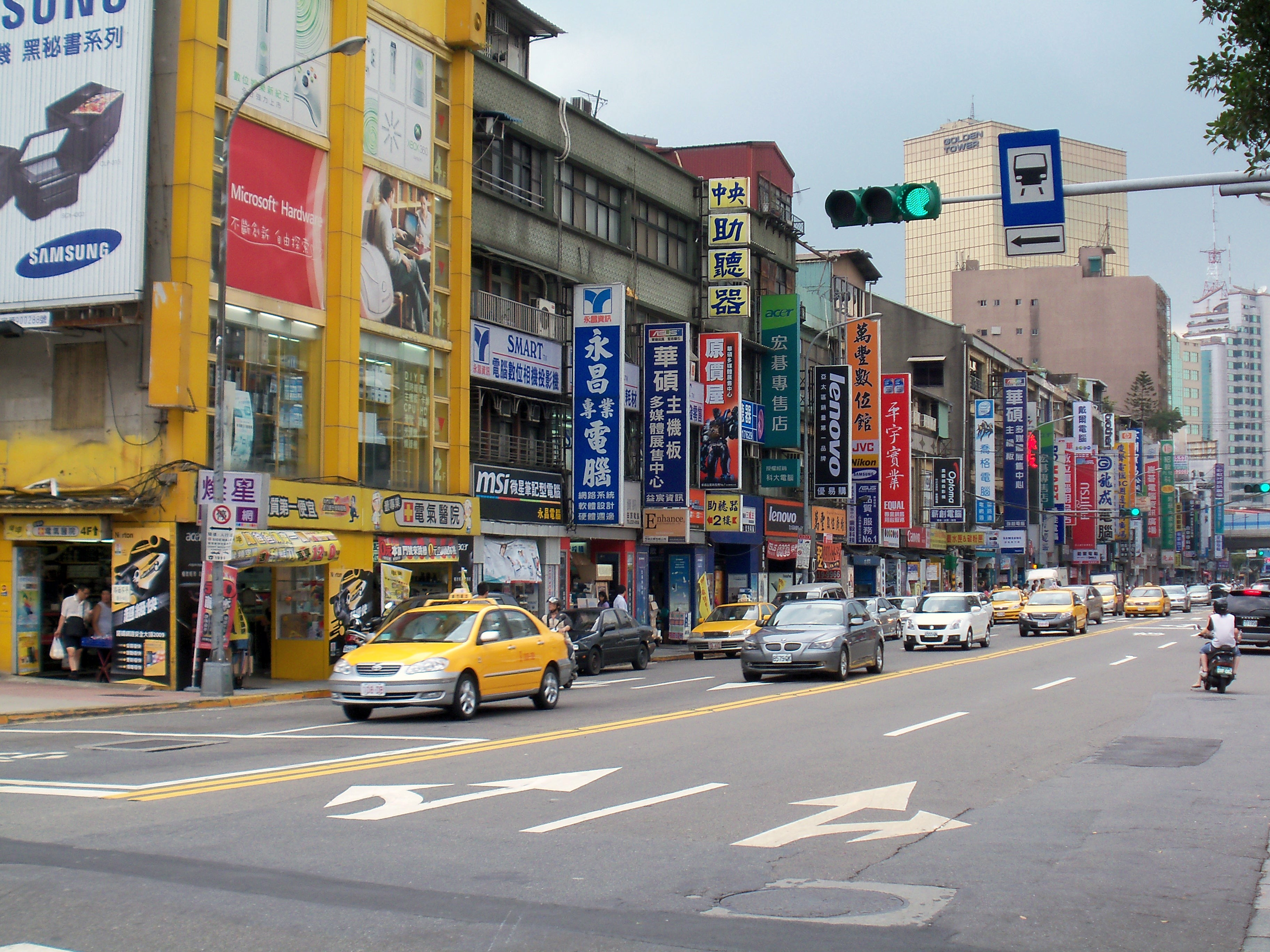
八徳路電気街

光華商場（こうかしょうじょう、コンファシャンチャン、ピン音：Guāng Húa Shāng Chǎng）は台湾台北市にある縦貫線跨線橋下に建てられていた地上1F、地下1Fの商業ビル。橋の名は光華橋と呼ばれ、ここから南に延びる新生南路と北に延びる松江路に分かれていた。再開発のため2006年1月15日に取り壊された。2006年6月以降、市民大道と金山北路の角に立てられたプレハブに仮移転していたが、2008年7月19日、新ビル（台北市中正区市民大道3段8号）が完成しオープンした。
周辺地域（八徳路一帶）はパソコン店などが集中して出店する電気街となっている。なお日本の電気街と同じように、近年では同人誌やアニメなどオタク向けの商品を取り扱う店が増加している。台北の秋葉原と言われている。

## 沿革
かつては古書や骨董を扱う市場であった。国立台北科技大学が付近にあったため、電気器具や部品、パソコン、周辺機器などを取り扱う店が増加して今に至っている。現在でも周辺には古書店や骨董品店が点在し、日本の統治時代の古書や骨董なども売られている。
もともと古書店街だった関係上、書籍（主に日本の雑誌、漫画）を取り扱う店も多く、1990年代中頃ぐらいからはCDやVCD（後にDVD）を取り扱う店も増加していった。しかし、経済的・政治的な問題からその多くが海賊版だった。
近年は台湾警察当局の取締まりが厳しくなっていった事や、台湾人の生活レベルが向上したこと、海賊版の多くを占めていた日本の映像・音楽作品が正式に日本企業の許諾を得て正規版として出回るようになったことにより、海賊版は激減した。ただし、日本のアダルトゲーム・アダルトビデオ・同人誌などについては依然として海賊版も多い。

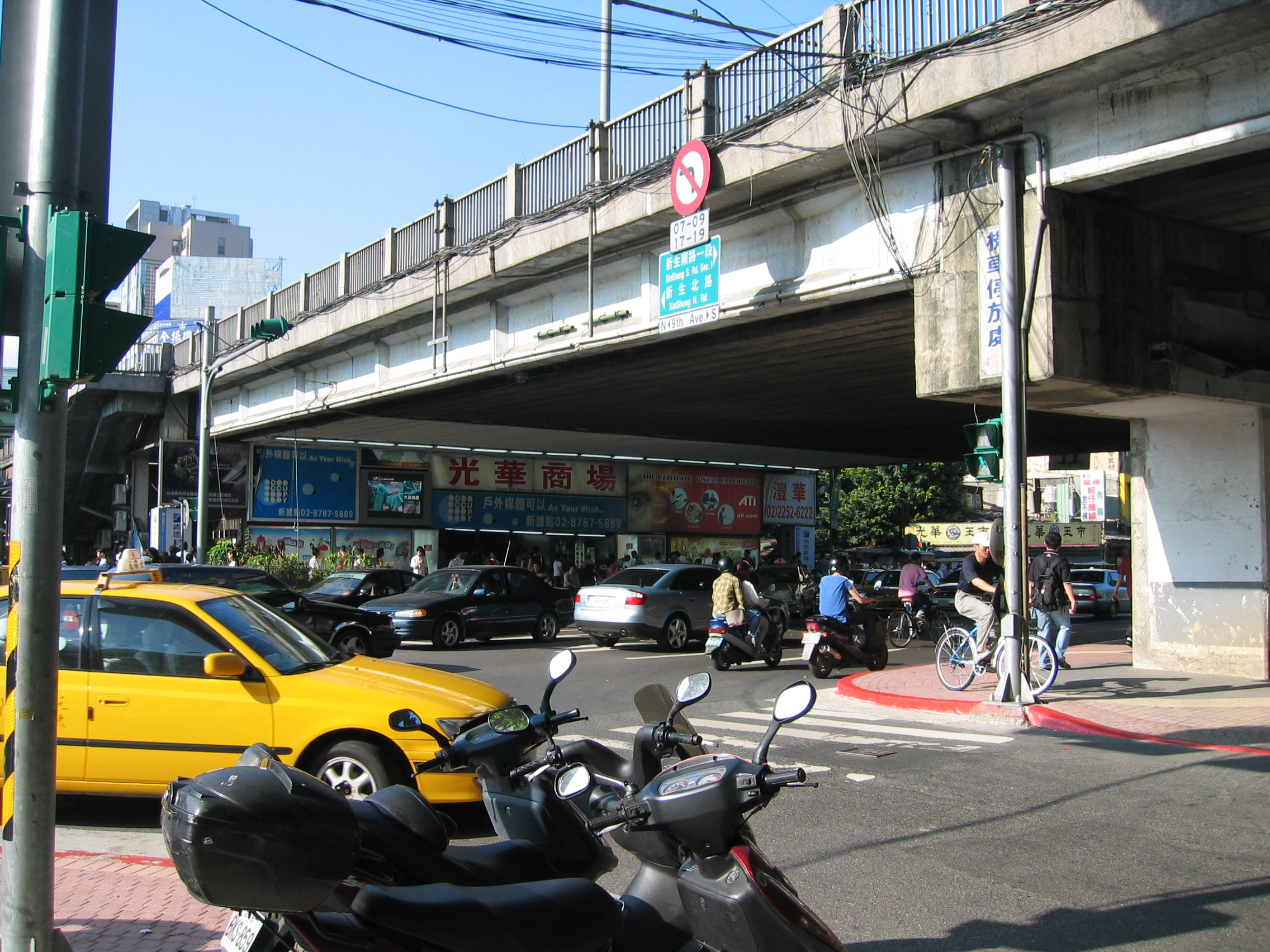
光華商場（2005年）
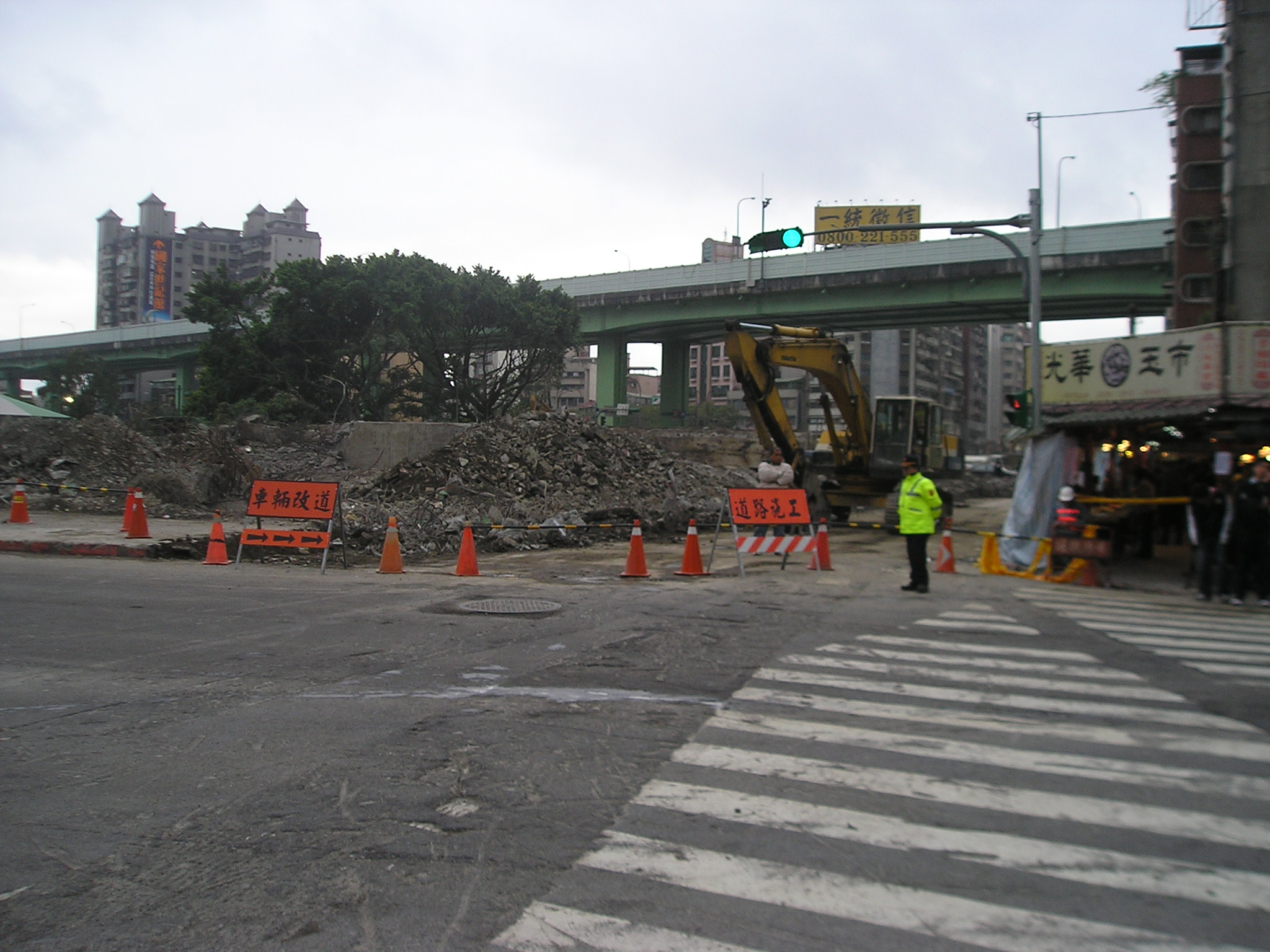
取り壊された旧商場
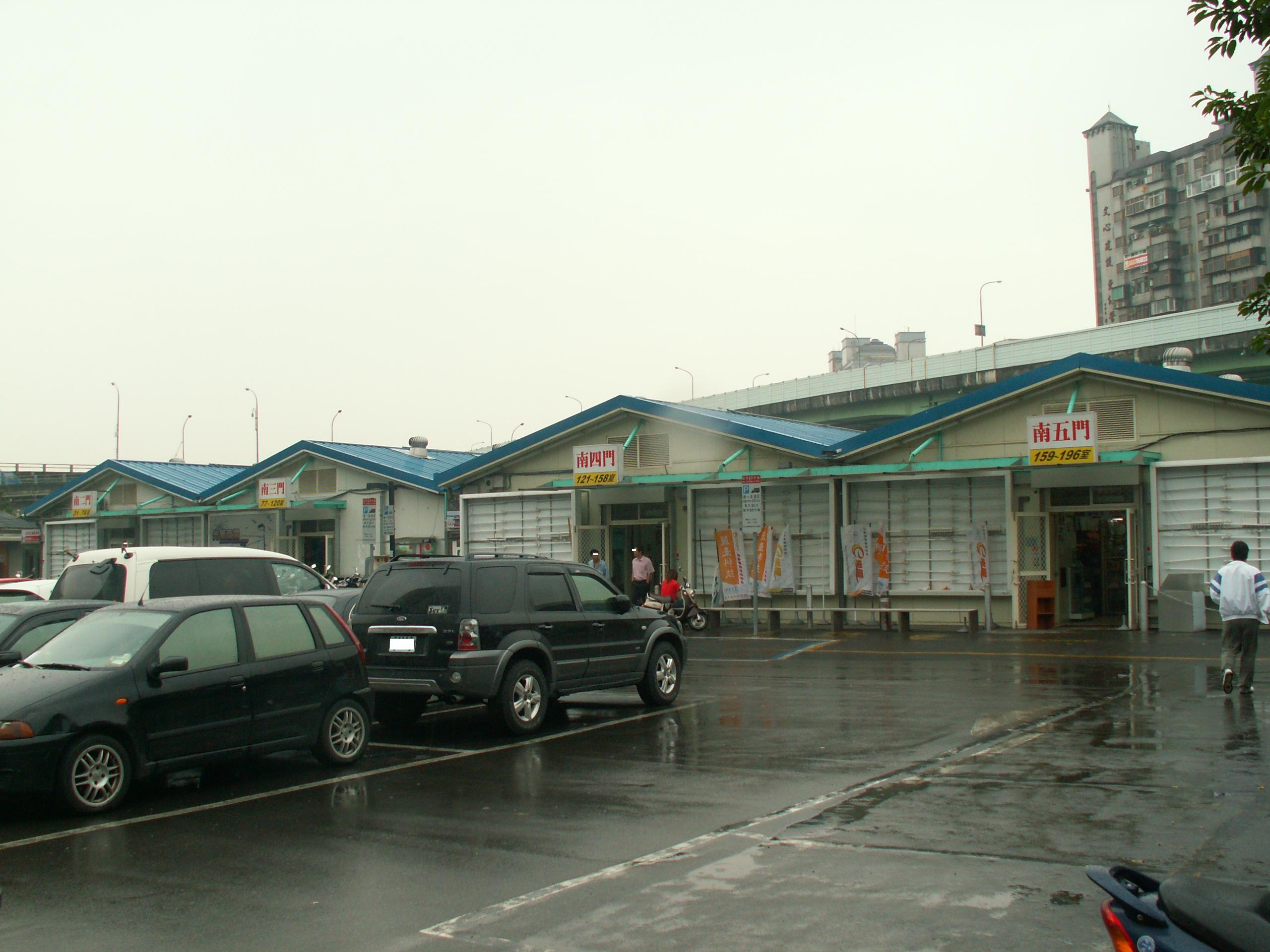
仮移転中の光華商場（2007年）
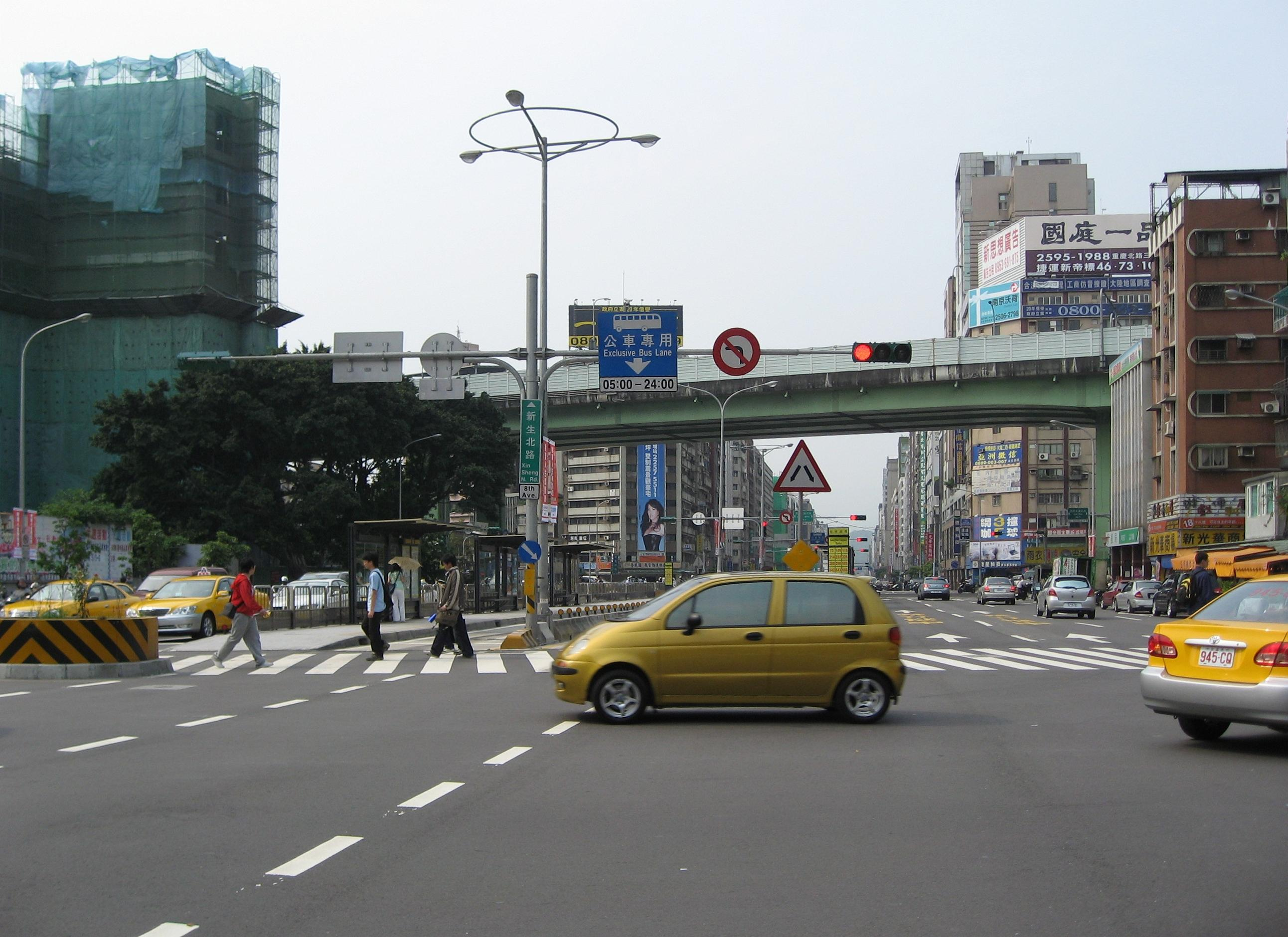
松江路の旧光華商場跡地（バス停になっている）

## 交通アクセス
MRT
- 台北捷運南港線、新荘線忠孝新生駅より徒歩4分。

路線バス
- 台北市聯営公車松江幹線、5、41、72、109、115、203、214、222、226、254、280、290、505、642、643、668、675、676 - 光華商場バス停より徒歩2分。